# Ставропольский калмыцкий полк
Ставропольский калмыцкий полк — войсковое подразделение Калмыцкого войска Российской империи.

## История
Ещё в царствование Петра Великого калмыки, кочующие в Приволжских степях, стали переходить в православие и для облегчения этого перехода, крайне желательного для русского правительства, многие богослужебные книги были переведены на калмыцкий язык и назначены особые миссионеры в калмыцкие становища. Один из калмыцких князей Петр Тайшин, который, крестясь сам со своим семейством, сумел объединить разрозненные кибитки и подчинить их при помощи русского правительства своей власти. Для большего укрепления этой власти, а также и православия, была построена в 1739 году крепость Ставрополь, на Волге, недалеко от города Самары. Крепость эта, управляемая русским комендантом, была подчинена Оренбургскому губернатору, а калмыки, расположившиеся в её окрестностях, составили казачье Ставропольское Войско, причем им были дарованы особой грамотой привилегии казаков: беспошлинная торговля и доход от продажи вина, а кроме того, и некоторые другие льготы.

Карта земель Ставропольского калмыцкого казачьего войска в 1755 году

23 января 1745 года правительство решило использовать в военном отношении новое Войско, для чего оно было разделено на 8 рот. Для порядка управления во внутреннем укладе были произведены некоторые реформы. Были учреждены должности войскового атамана, войскового судьи и войскового писаря, назначена войсковая канцелярия и утверждены особые штаты. Суд производился по старинным народным обычаям калмыков, и решения по различным судебным делам выносило присутствие войсковой канцелярии. Ставропольское калмыцкое Войско выставляло на действительную службу 300 казаков ежегодно.
В 1756 году из калмыков было создано особое Ставропольское калмыцкое войско, причисленное к Оренбургскому корпусу.
В 1760 году правительство, для усиления Ставропольского Войска, причислило к нему освобождённых из киргизского плена 1 765 калмыков (джунгаров), которые также приняли христианство и образовали из себя новые три роты.
В 1802 году Ставропольское калмыцкое Войско насчитывало всего казаков 2 830 и старшин — 81. Всего в Войске находилось 11 рот, которые выставляли на службу свыше 800 казаков.

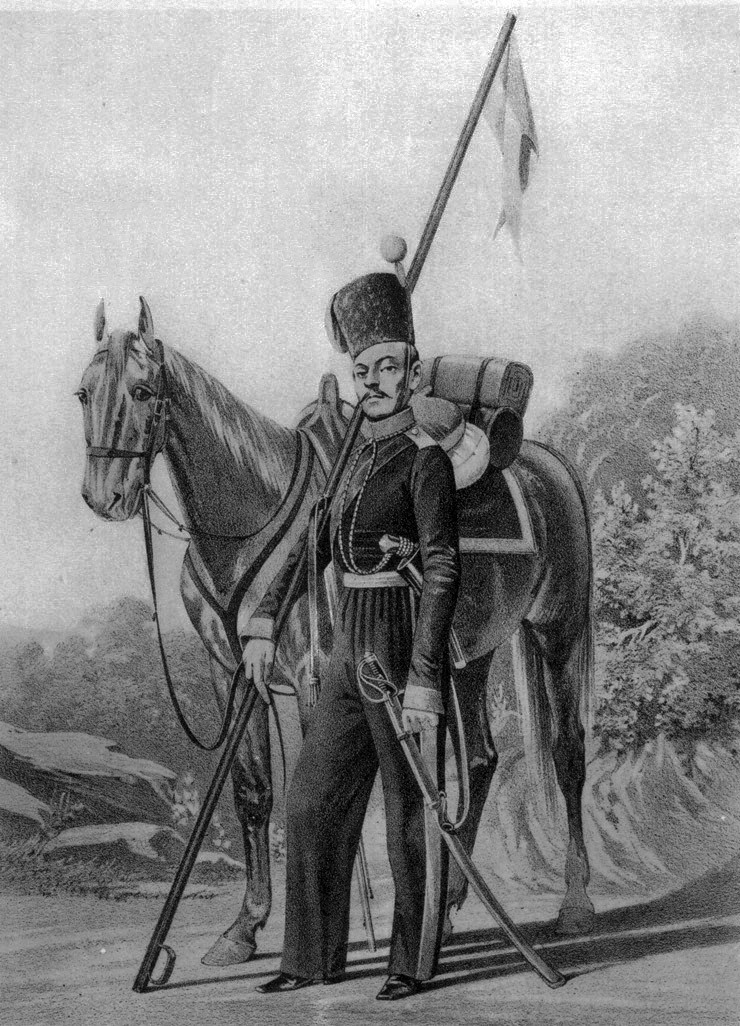
Казак Ставропольского калмыцкого войска. 1829—1838

В 1803 году было издано «Положение о Ставропольском калмыцком Войске», по которому установлено обмундирование и вооружение для казаков. Войсковой атаман, кроме подчинения Оренбургскому губернатору в военном отношении, был подвластен по гражданским делам симбирскому губернатору; это вносило немалую путаницу в войсковую жизнь и создавало огромную переписку. Из казаков калмыцкого Войска был образован полк, состоявший из командира полка, 5 есаулов, 5 сотников, 5 хорунжих, 1 квартирмейстера, 1 писаря, 5 старших урядников, 5 младших урядников и 550 казаков. Другая половина этого полка в таком же составе призывалась на службу лишь в исключительных случаях. Казаки служили без срока и льготы до полной неспособности к службе, после чего увольнялись в отставку на общих армейских основаниях. Все офицерские места в этих полках замещались лишь родовитыми калмыцкими князьями, которые считались временно занимающими офицерские вакансии. Офицеры получали жалованье по регулярным окладам гусарских полков, а нижние чины — по 12 рублей в год и кроме того провианту по солдатскому пайку и фураж на двух лошадей.
С 1806 года по 1815 год Ставропольское калмыцкое войско входило в Калмыцкий округ Донского казачьего войска.
5-сотенный Ставропольский калмыцкий полк был сформирован в войске согласно Высочайшего указа от 9 ноября 1806 года. В конце 1807 года после военного похода полк возвратился в Ставрополь-на-Волге и был распущен по домам. В 1811 году, согласно Высочайшему указу от 7 апреля на имя оренбургского военного губернатора и командира 28-й дивизии генерала от кавалерии князя Г. С. Волконского, в мае был снова сформирован 5-сотенный Ставропольский калмыцкий полк. После многолетних военных действий в конце 1814 года полк возвратился в Ставрополь-на-Волге и был распущен по домам.
В 1824 году по пути следования из Симбирска в Оренбург, российский император Александр I провёл осмотр Ставропольского калмыцкого полка.
Ставропольское калмыцкое войско существовало до середины XIX века.
Из-за отдалённости от правительственного надзора и различным злоупотреблениям своих князей, калмыки, составлявшие Войско, пришли в большой экономический упадок и тайно бежали из Войска в одиночку и небольшими партиями во всё время его существования. Это обстоятельство, а также жестокое усмирение пугачёвского бунта, к которому примкнули многие калмыки, в связи с опустошительными эпидемиями оспы и других болезней, сильно разредило Войско, и оно к 1836 году считало в своих рядах всего 3 585 душ, с трудом отбывавших воинскую службу
В 1842 году Ставропольское калмыцкое Войско было упразднено, казаки с семьями переведены и зачислены в Оренбургское казачье Войско, а бывшая войсковая территория отдана под крестьянское переселение из внутренних губерний и в награду чиновникам за различные службы.

## Обмундирование и вооружение
До 1803 года никаких официальных постановлений касающихся одежды и вооружения Ставропольского калмыцкого войска обнаружить не удалось.
Сохранившаяся цветная акварель неизвестного художника показывает обмундирование казака-калмыка в XVIII веке, которое можно отнести к Ставропольскому калмыцкому войску. Калмык изображён в тёмно-синем чекмене с красной выпушкой по воротнику. Кушак красный. Шаровары из-под чекменя не видны. Шапка казачьего образца красная с чёрным околышем. Чепрак и чушки зелёные с красной обкладкой. Древко пики зелёного и красного цветов, флюгер двух цветов: вверху красного, внизу зелёного.
Косвенное указание о наличие в войске единого обмундирования до 1803 года содержится в положении «Об устройстве Ставропольского калмыцкого войска». В пункте, который описывает новое обмундирование и вооружение полка говорится, что нижних чинов к построению новых мундиров не принуждать, а делать их тогда, когда придёт в ветхость нынешнее их одеяние.
2 ноября 1803 года Ставропольскому калмыцкому войску было установлено следующее обмундирование:
- Нижним чинам иметь кафтан синий общего казачьего покроя с воротником и выпушкой у обшлагов красными; шаровары синие с красной выкладкой вдоль боковых швов. Шапки красные с чёрным околышем. Кушаки чёрные. Чепраки синие с красной обкладкой. Вероятно, покрой обмундирования и конский убор были подобны тем, что присвоены Донскому казачьему войску. Вооружение нижних чинов состояло из сабли, гусарского карабина, пары гусарских пистолетов и пики с чёрным древком, флюгер двух цветов: верх красный, низ чёрный.
- Офицеры были одеты подобно нижним чинам и имели серебряный казачий прибор.

До 1827 года никаких постановлений относительно обмундирования Ставропольского калмыцкого войска обнаружить не удалось, но можно с большой степенью достоверности предположить, что полк заимствовал изменения в обмундировании, которые происходили в Оренбургском непременном казачьем полку.
В 1809 году офицерам присвоены на оба плеча серебряные шнуры, свитые вдвое, наподобие жгута.
В 1812 году воротники у чекменей и курток вместо скошенных спереди, стали носить прямые, застёгнутые на крючки и петли. С этого же времени урядникам положено иметь серебряный галун на воротнике и обшлагах.
В 1814 году, по примеру Донского казачьего войска, штаб и обер-офицерам Ставропольского калмыцкого полка вместо бывших у них серебряных жгутов, даны серебряные эполеты.
1 января 1827 года на офицерских эполетах, для различия чинов, установлены кованые звездочки, как в регулярных войсках.
10 июля 1827 года в Ставропольском калмыцком войске установлены на шапках круглые помпоны: у нижних чинов белые шерстяные, у офицеров серебряные.
15 ноября 1829 года Ставропольскому войску, имевшему синие куртки общего казачьего покроя с воротником и выпушкой у обшлагов и такие же шаровары с лампасами и выпушкой красными, куртки указано иметь с воротником, обшлагами и двумя погонами (без номера), а шаровары с одним только красным лампасом. При этой перемене нижним чинам присвоены обыкновенные казачьи шапки с красными лопастью, репейком и помпоном; красные стамедные кушаки; сапоги без шпор, все прочие вещи, как у Тептярских полков, но только пистолетный шнур красного и чёрного цвета. У флюгера (на пиках) верхняя половина чёрная, нижняя красная.
Офицеры, как и в прочих войсках, отличались эполетами, шарфами и присвоенным их званию серебряным прибором.
20 января 1832 года служащим офицерам Войска дозволено носить серебряные петлицы на воротнике (по одной с каждой стороны) и по две на обшлагах.
15 июля 1837 года офицерам даны шарфы новой формы с узкой серебряной тесьмой и тремя полосками светло-оранжевого и чёрного шелка как в регулярных войсках.
17 декабря 1837 года на офицерских эполетах прибавлен, по примеру регулярных войск 4-й тонкий виток.
29 апреля 1838 года произошли перемены в обмундировании и вооружении Ставропольского калмыцкого войска.
Нижние чины: шапки прежней формы; патронташи (вместо лядунок), на 40 патронов, из чёрной юфтовой кожи, с такой же крышкой и перевязью из чёрного сыромятного ремня. Пистолеты по образцу тех, что в лёгкой кавалерии; пистолетные чушки или кобуры (вместо ольстредей) из чёрной глянцевой кожи: пистолетные шнуры красные; верхняя часть пистолетных чехлов до замка суконная, красная, а нижняя из чёрной глянцевой кожи. Портупеи из такой же кожи. Шашки (вместо сабель) с рукоятью, гайками, кольцами и медными наконечниками, в деревянных ножнах, обтянутых чёрной кожей. Ружья для конного строя по образцу лейб-гвардии Черноморского эскадрона, с чехлами; носить за спиной через правое плечо, на чёрном погонном сыромятном ремне 5/8 вершка шириной, с медной пряжкой. Вальтрапы и подушки на сёдла синие, с холстинной подкладкой, обложены (вальтрапы по краям, подушки вокруг по шву) тесьмой красного цвета 7/8 вершка ширины, с такой же тесьмой 91/2 вершка длины на задних углах вальтрапов. Чемодан из серого сукна длиной 141/2 вершка, по окружности 123/4 вершка, с холстинной подкладкой и с четырьмя белыми металлическими пуговицами; на пуговицах выпуклое изображение номера полка.
Офицеры. Шапка прежней формы; патронташи (вместо лядунок) на 20 патронов, из чёрного сафьяна, с такой же крышкой и с перевязью из серебряной тесьмы без просвета, подложенной чёрным сафьяном. Пистолеты по образцу офицерских в лёгкой кавалерии: пистолетные чушки из чёрного сафьяна; пистолетные шнуры серебряные; верхняя часть пистолетных чехлов до замка из красного сукна, нижняя из чёрного сафьяна; портупеи из серебряной тесьмы без просвета, подложенной чёрным сафьяном; шашки (вместо сабель) с рукоятью, гайками, кольцами и наконечниками вызолоченными, в деревянных ножнах, обтянутых чёрным сафьяном. Вальтрапы и подушки на сёдла синие, подбиты чёрным опойком и обложены (вальтрапы по краям, подушки вокруг по шву) красной тесьмой шириной 3/4 вершка, длиной на передних углах 51/2 вершка, на задних 9 вершков; чемоданы из серого сукна длиной 12 вершков, по окружности 9 вершков, с кожаным подбоем, с четырьмя серебряными пуговицами; на пуговицах выпуклое изображение номера полка. Как нижним чинам, так и офицерам пистолеты указано носить в чушке, прикреплённой к портупее сзади, близ левого бока, но носить их, равно как и чушку, шнур и чехол только при полной форме. Вьюки нижним чинам положено размещать так: сзади седла чемодан и попона; попону укладывать под чемодан и вместе увязывать к седлу тремя чёрными ремнями с медными двухсторонними пряжками, по прежней форме: шинель — спереди седла; увязывать к нему такими же тремя ремнями с пряжками; скатка шинелей и укладка прочих вещей, равно как все мундирные, амуничные и оружейные вещи, здесь непоименованные, в том числе и чехлы на шапки, оставлены без изменения. У Войска отменены флюгера на пиках.
Затем, как в обмундировании, так и в вооружении и конском уборе Ставропольского калмыцкого войска до самого его упразднения и присоединения к Оренбургскому казачьему войску, последовавшего 24 мая 1842 года, никаких перемен не происходило.

## Войсковое знамя
21 мая 1756 года той части Ставропольского Калмыцкого Войска, которая состояла из калмыков, принявших крещение, взамен старых джунгарских знамён, пришедших в ветхость, пожаловано войсковое знамя, составленное по эскизам военного генерал-губернатора Неплюева и пять сотенных значков. На знамени была изображена крепость, над нею крест, по сторонам — арматура иррегулярных войск.
Некрещёные калмыки сохранили своё старинное знамя (туг) джунгарского периода.
Из описаний командира Второго Астраханского Калмыцкого полка — нойона (князя) Серебджаба Тюменя, двух аналогичных старинных джунгарских (калмыцких) знамен (тугов) следует, что на них изображены военные покровители торгутов и дербетов. На первом знамени изображён всадник на белом коне «Дайчин-Тенгри» — святой воин, покровитель войны и воинов, помощник в сражениях и победах. В руке у святого всадника — древко от знамени, на котором начертаны «тарни» — калмыцкие молитвы. Конец древка украшен золотым шаром и трезубцем. Лицо всадника красиво и совершенно спокойно, вся фигура выражает полное спокойствие, ни малейшего военного задора — символ бесстрашия и самообладания в минуты опасности. Всадник — без меча, и стрелы покоятся в его колчане. На другом изображен другая святая — Окон-Тенгри, покровительница дербетов. Это полная противоположность первого — символ разрушения и беспощадного мщения. Она изображена также на белом коне, в правой руке огромный меч и небольшой меч (кинжал) у седла, конь взнуздан змеями. Путь всадницы — кровавая река, и вокруг сверкают молнии. Это знамя вполне соответствует тому бурному периоду калмыцкой истории. Указанные два знамени, хранившиеся в Хошеутовском хуруле Астраханской губернии и уничтоженные большевиками в ходе гражданской войны, в 1912 году были сфотографированы и описаны с разрешения князей Тюменей российским историком и этнографом Г. Прозрителевым, включившим снимки в свою книгу «Военное прошлое наших калмык. Ставропольский калмыцкий полк и астраханские полки в Отечественную войну 1812 года», изданную в 1912 году в Ставрополе.

## Военная деятельность
Осенью 1806 года войска Наполеона вступили в войну с Пруссией и, в течение нескольких месяцев разбив прусскую армию, продвинулись к границам России.
Манифестом от 30 ноября 1806 года было объявлено о сборе народного ополчения. Днём ранее, 29 ноября, на имя главнокомандующего в Грузии и на Кавказе генерал-фельдмаршала И. В. Гудовича был послан указ о сформировании из калмыков Астраханской, Саратовской и Кавказской губерний 10 пятисотенных команд. Вскоре указанные калмыцкие полки выступили в поход, и в июне 1807 года они находились в пределах Курской и Орловской губерний. Иным был маршрут калмыцкого полка, сформированного из ставропольских калмыков: вместе с двумя башкирскими полками он прибыл в июне 1807 года в действующую армию и принял участие в столкновении с французами при переправе русской армии П. И. Багратиона через Неман.
В конце июня 1807 года между Россией и Наполеоном был заключён Тильзитский мир, вследствие чего необходимость в калмыцком нерегулярном войске отпала, и ему было разрешено вернуться в улусы. Однако в связи с начавшейся ещё в 1806 году русско-турецкой войной и напряжённой обстановкой на Кавказе в том же 1807 году поступило предписание генерала Гудовича о «выкомандировке пяти калмыцких полков на Кавказскую линию». К концу 1807 года калмыки снарядили и выставили к Екатеринограду пять пятисотенных полков. В связи с временным прекращением военных действий против Турции калмыцкие полки на Кавказской линии были распущены.
Но обстановка требовала подготовки резервов и правительство Александра I предприняло шаги к созданию «иррегулярных войск» в основном из населения Дона и окраин русского государства. 7 апреля 1811 года русское правительство разослало «именные указы»; в одном из них главнокомандующему на Кавказской линии генералу-лейтенанту Н. Ф. Ртищеву повелевалось «составить два калмыцких пятисотенных полка из людей, обитающих в Астраханской, Саратовской, Кавказской губерниях и в пределах Войска Донского, исключая калмыков, причисленных к этому войску и несущих в нём службу», в другом — оренбургскому военному губернатору князю Г. С. Волконскому указывалось «нарядить три полка, один из ставропольских калмыков и два из башкир».
Летом 1811 года два калмыцких пятисотенных полка — Первый Астраханский калмыцкий полк, сформированный из калмыков Малодербетовского улуса Астраханской губернии под главенством своего дербетовского нойона (князя) Джамба-тайши Тундутова, Второй Астраханский калмыцкий полк — из калмыков хошоутовского и торгоутовских улусов Астраханской губернии под командованием своего хошутского нойона капитана Серебджаба Тюменя — прибыли на сборный пункт в станицу Пятиизбянскую на Дону, затем были направлены в зону военных действий. Сформированный таким же образом из калмыков Большедербетовского улуса Кавказской губернии (ныне — Ставропольского края) в июне 1811 года Ставропольский калмыцкий полк, в конце апреля 1812 года прибыл в Вильно и в мае был направлен в пограничную зону для несения службы по реке Неман. Его командиром был капитан П. И. Диомидий.

### Отечественная война 1812 года
12 (24) июня 1812 года армия Наполеона вторглась на территорию России. С первых дней войны конники Ставропольского калмыцкого полка в составе корпуса Платова принимали активное участие в сражениях с неприятелем в составе войск второй русской армии под командованием генерала Багратиона.
К концу 1812 года на войну выступили 10 000 солдат Самаро-Симбирского народного ополчения. Местные жители собирали деньги, продовольствие, изготовляли обмундирование для уходящих на фронт. Ставропольские калмыки пожертвовали 930 лошадей. Калмыцкий полк, одним из первых принявший боевое крещение, состоял из 560 солдат и офицеров, вооружённых ружьями, пистолетами, пиками, а в основном — самодельными луками и стрелами.

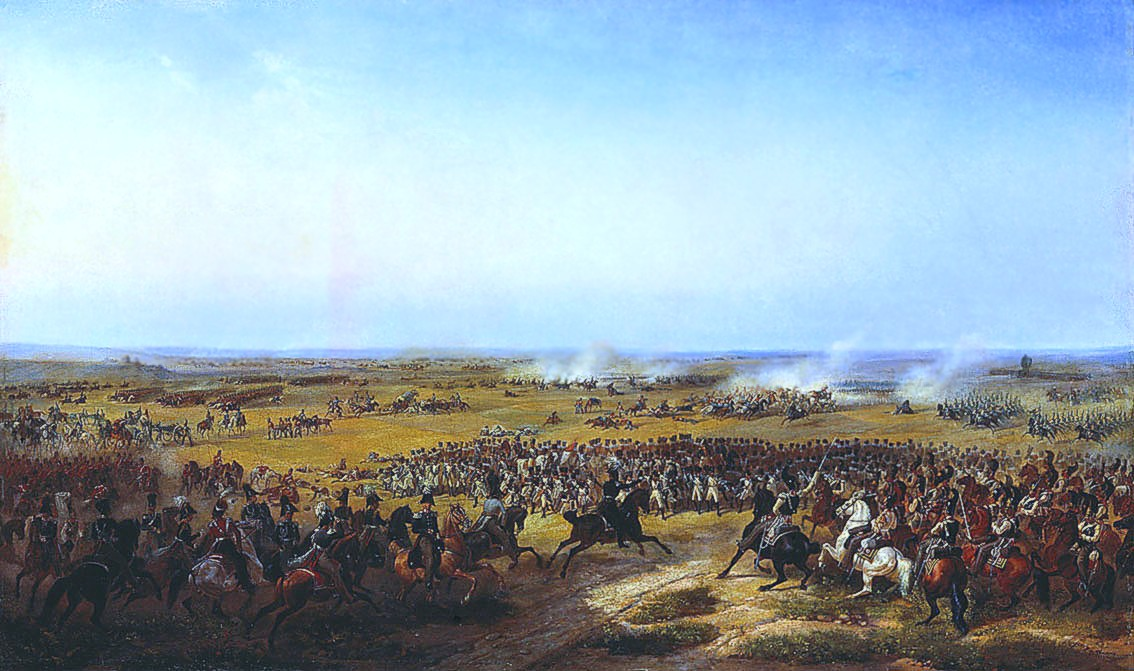
Сражение при Фер-Шампенуазе

Под г. Мир произошло первое крупное столкновение между казачьим корпусом атамана М. И. Платова, в составе которого находились донские калмыки, и авангардом французского корпуса маршала Даву. В итоге боя, в котором участвовал и Ставропольский калмыцкий полк, были наголову разбиты девять неприятельских полков. 2 июля Ставропольский калмыцкий полк сражался у дер. Романове, где были истреблены два лучших полка неприятельской кавалерии. С конца июля полк принимал участие в рейдах летучего отряда генерала Ф. Ф. Винцингероде, сражался под Велижем и в районе Смоленска.
На Бородинском поле ставропольчане стояли в резерве, но в последующие дни полк участвовал в столкновениях с неприятелем уже на подступах к Москве.
6 октября 1812 года — с разгрома корпуса Мюрата около Тарутина — началось знаменитое контрнаступление русской армии. Ставропольский калмыцкий полк включился в преследование отступавшей французской армии и в ноябре принимал участие в сражениях в районе Смоленска. Полк, находясь в авангарде армии П. Х. Витгенштейна, преследовал неприятеля до Вильно и принял участие в освобождении города.
Ставропольский калмыцкий полк в Заграничном походе 1813—1814 гг.
С 3 января по 2 февраля 1813 года Ставропольский калмыцкий полк (242 человека) находился в числе войск, участвовавших в блокаде Данцига. Часть полка была в конвое у Витгенштейна: 1 штаб- и 5 обер-офицеров, 12 урядников, 23 рядовых. 2 февраля полк перешёл в состав авангарда его армии. 20 февраля полк, находясь в составе авангарда под командованием генерал-майора князя Г. Н. Репнина-Волконского, участвовал в боях за Берлин. С 1 по 20 марта калмыки находились при блокаде крепости Кюстрина, 24 марта, войдя в состав отряд генерал-лейтенанта графа Э. М. Сен-При, — в блокаде крепости Глогау.
С 20 апреля по 22 мая Ставропольский калмыцкий полк, находясь в авангарде корпуса генерала от инфантерии М. А. Милорадовича, принял участие в сражениях под Люценом, Дрезденом и Бауценом и арьергардных боях. 6, 8, 9, 11 августа Ставропольский калмыцкий полк (насчитывал в это время 349 человек), находясь в Силезской армии Г. Л. Блюхера, участвовал в боях под г. Лен. За проявленную храбрость есаул В. А. Даржаев был награждён орденом Св. Анны 3 степени, сотник Ф. Кадыйсанов произведён в следующий чин. 13—16 августа полк участвовал в бою при м. Гиршберг и в стычках при переправе противника через реку Бобр.
С 28 августа по 1 сентября, находясь в отряде генерал-майора Д. М. Юзефовича, полк участвовал в боях при м. Лебау и Хохкирхен. 3 сентября калмыки воевали при м. Пуцкау. С 21 по 27 сентября калмыки участвовали в боях при м. Доличе, Пидне, Цинне, Заптиц, Шильда.
С 4 по 7 октября 1813 года Ставропольский калмыцкий полк участвовал в сражении под Лейпцигом. В ноябре-декабре 1813 года полк (на 29 ноября — 225 человек), находясь в корпусе генерала от инфантерии графа А. Ф. Ланжерона, преследовал отступавшего противника.
С 24 декабря 1813 года по 11 апреля 1814 года Ставропольский калмыцкий полк принял участие в блокаде крепостей Майнц и Кастель. Французский гарнизон не сдавался, делал вылазки. Здесь, при блокаде, отличились есаул Даржаев, получивший монаршее благоволение и хорунжий И. П. Батырев, награждённый орденом Св. Анны 3 степени. 4 мая 1814 года Есаул Даржаев в это время командовал полком, поскольку уже с апреля 1813 года его прежний командир, подполковник Диомидий, находился на должности командира бригады, в которую входил полк. После окончания боевых действий полк отправился на родину в составе колонны казачьих полков генерал-майора Денисова 7-го. Маршрут колонны: 17 мая — Нассау, Висбаден, Франкфурт, Лейпциг, Торгау, Гофертен, Глогау, Калиш, Колдова, Домбровице, Полоцк, Новоместо, Пултуск, Ломжа, Букталь, Гродно — 8 августа 1814 года. Из Гродно вместе с 7-м, 10-м и 14-м Башкирскими полками под командой полковника В. А. Углецкого калмыки направились к Симбирску, оттуда — в Ставрополь.
В сражениях за границей Ставропольский калмыцкий полк принимал участие в боях за г. Тильзит, при блокаде и взятии Данцига, в боях за Берлин, в блокаде Кюстрина, в битве под Дрезденом, в генеральном сражении при Бауцене. Полк сражался в боях при переправе через Рейн, участвовал в осаде и взятии крепости Майнц, а также в боях в районе Сезанна и взятии Лиона.
13 марта 1814 года Ставропольский калмыцкий полк принимал участие в сражении при Фер-Шампенуазе. Вскоре копыта степных скакунов зацокали по булыжникам парижской мостовой. Калмыки, наравне с другими подразделениями, приняли участие в параде войск победителей в Париже.
За подвиги, проявленные в боях в Германии, «знаками отличия военного ордена» или повышением в чинах были награждены: зауряд-хорунжие — Иван Харабатаров, Илья Батьдев, урядники — Иван Баяртуев, Степан Лузанов, рядовые — Иван Бухаев, Дмитрий Сомолов, Василий Жемчуев и многие другие. Хорунжие Даржаев, Дандаров и другие за особые отличия получили Орден Святой Анны 3-го класса. За успехи в вильненской операции командир полка Диомидий и хорунжий Дандаров были награждены орденом Святого Владимира 4-й степени. За проявленный героизм семь рядовых были награждены солдатскими орденами, Сахалов и Цебеков — произведены в офицеры. Всего за всю кампанию 1812—1814 годов калмыки получили 477 наград.

## Интересные факты
В составе Белого движения в период Гражданской войны также существовал Ставропольский калмыцкий полк, сформированный из калмыков юга России.
Калмыки-казаки также служили и в Астраханском, Донском и Чугуевском казачьих войсках.

## Галерея
Обмундирование калмыцких полков в 1812—1825 годах.

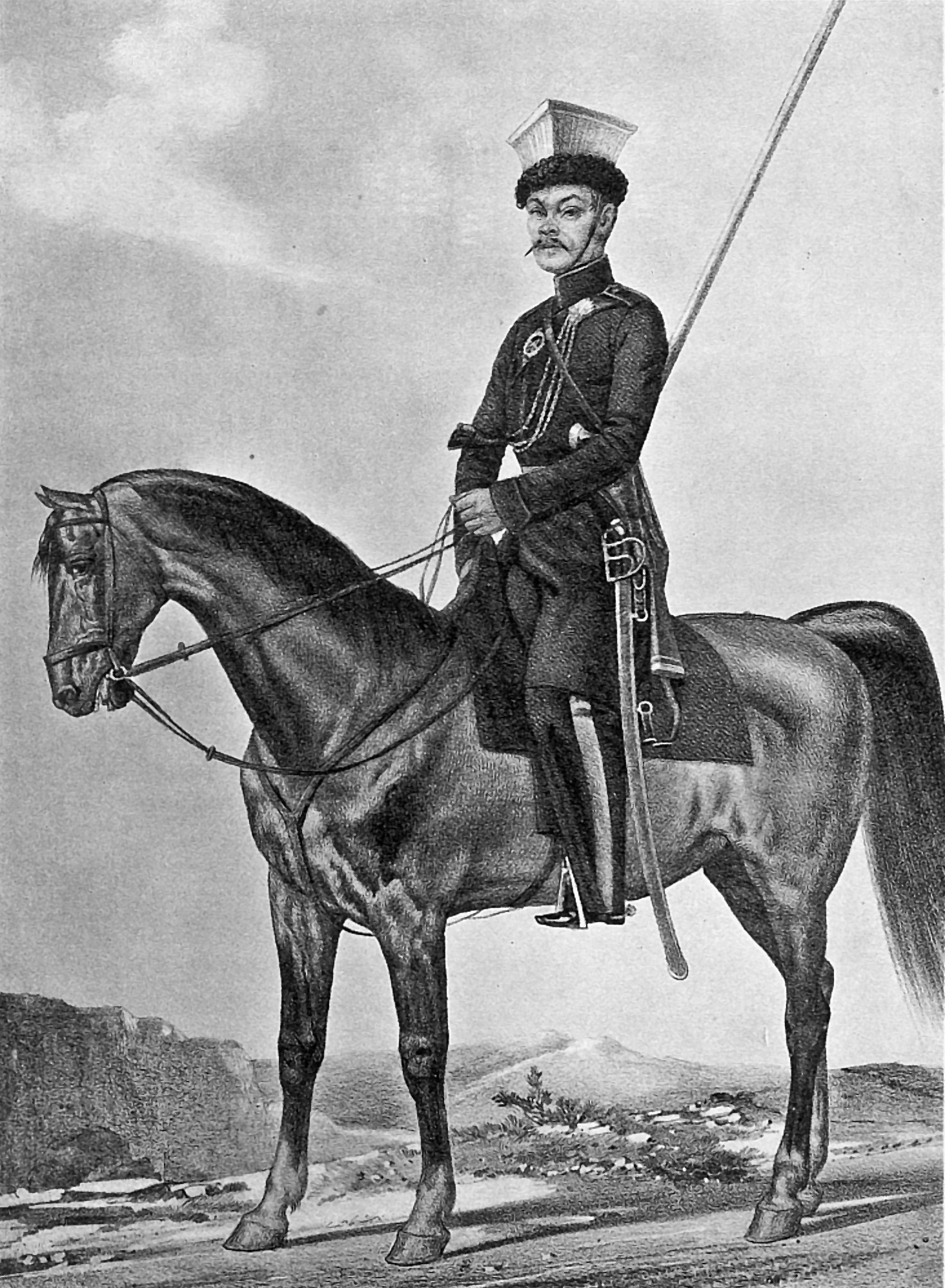
Рядовой Калмыцких полков, 1812—1825.
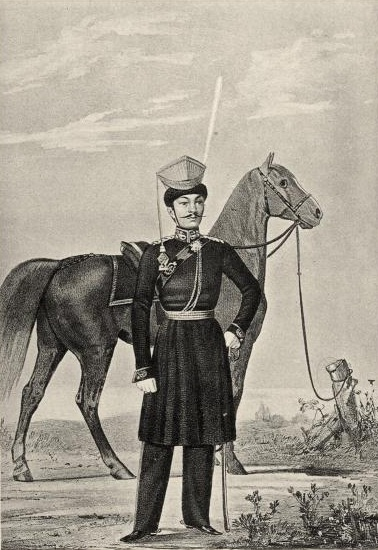
Офицер Калмыцких полков, 1812—1814.
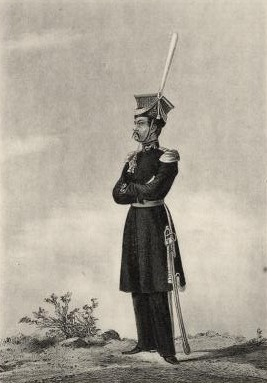
Штаб-офицер Калмыцких полков, 1814—1825.